# Ammothella rugulosa
Ammothella rugulosa är en havsspindelart som beskrevs av Verrill, A.E. 1900. Ammothella rugulosa ingår i släktet Ammothella och familjen Ammotheidae. Inga underarter finns listade i Catalogue of Life.